# Sommarnattens leende
Sommarnattens leende är en svensk filmkomedi från 1955 med manus och regi av Ingmar Bergman.

## Handling
Filmen utspelar sig huvudsakligen på ett skånskt herresäte kring sekelskiftet 1900. Den kretsar kring advokaten Egerman och hans familj, och de problem kärlekens kraft kan ställa till med.
En välkänd scen är den där det förekommer rysk roulette.

## Rollista i urval[2]
- Gunnar Björnstrand – Fredrik Egerman, advokat
- Ulla Jacobsson – Anne, hans hustru
- Björn Bjelfvenstam – Henrik Egerman, teol stud, Fredriks son
- Eva Dahlbeck – Désirée Armfeldt, skådespelerska
- Naima Wifstrand – gamla fru Armfeldt, Desirées mor
- Jarl Kulle – Carl Magnus Malcolm, greve, ryttmästare
- Margit Carlqvist – Charlotte, hans hustru
- Åke Fridell – Frid, kusk hos gamla fru Armfeldt
- Harriet Andersson – Petra, piga hos Egermans
- Jullan Kindahl – Beata, kokerska hos Egermans
- Gull Natorp – Malla, Desirées påkläderska
- Gunnar Nielsen – Niklas, Malcolms kalfaktor
- Bibi Andersson – skådespelerska
- Birgitta Valberg – skådespelerska
- Yngve Nordwall – Ferdinand

## Produktion och distribution
Bergman bygger en intelligent och sofistikerad komedi, inte olik dem som Hasse Ekman gjorde vid samma tid. Gestalterna i Sommarnattens leende kan ofta uppvisa en cynisk inställning till kärlek och sexualitet men likväl tråcklas ett lyckligt slut ihop.
Filmen är delvis inspelad i Skåne, på Jordberga slott utanför Trelleborg samt i Ystad. Den hade premiär annandag jul 1955 på Röda Kvarn i Stockholm.

## Mottagande
Sommarnattens leende blev Ingmar Bergmans stora internationella genombrott. Filmen vann bland annat specialpriset Prix de l'humour poétique ("poetisk humor") vid filmfestivalen i Cannes 1956. I Sverige fick den hyllande recensioner, och vissa har sett den som Bergmans roligaste film. Olof Lagercrantz i Dagens Nyheter skrev dock ned den mycket hårt i "en sågning som gått till historien som en av de mest infama i tidningens historia", enligt en nutida recensent i tidningen: "en komedi där det inte finns nog av ande och spiritualitet att fylla en dockas fingerborg och där skämten och replikerna är av drängkammarmodell, fast de klätts i kostym (...) Jag skäms att ha sett den."

## Filmmusik i urval
- Aufschwung opus 12 nr 2, kompositör Robert Schumann
- Fantaisie-Impromptu opus 66, kompositör Frédéric Chopin
- Liebestraum opus 62 nr 3, kompositör Franz Liszt
- Bort med sorg och bitterhet, kompositör Erik Nordgren, text Ingmar Bergman
- Du skall ej fruktan bära/La ci darem la mano, kompositör Wolfgang Amadeus Mozart, text Lorenzo Da Ponte
- I himmelen, i himmelen, text Laurentius Laurinus d.ä. till melodi av okänd kompositör
- Madigans visa/Elvira Madigan, text Johan Lindström Saxon till folkmelodi
- Freut euch des Lebens